# Министарство туризма и омладине Републике Србије
Министарство туризма и омладине је једно од најмлађих министарстава у Србији. Основано је 2022. године.
Министарство је настало након раздвајања Министарства трговине, туризма и телекомуникација и Министарства омладине и спорта.
Од 26. октобра 2022. функцију министра туризма и омладине обавља Хусеин Мемић.

## Надлежности[1]
У области туризма надлежности министарства су:
- стратегија и политика развоја туризма
- интегрално планирање развоја туризма и комплементарних делатности
- категоризација туристичких места
- провођење подстицајних мера и обезбеђивање материјалних и других услова за подстицање развоја туризма
- промоција туризма у земљи и иностранству
- таксе, накнаде и пенали у туризму
- унапређење система вредности и конкурентности туристичких производа
- истраживање туристичког тржишта и развој туристичког информационог система
- услови и начин обављања делатности туристичких агенција
- угоститељска делатност
- наутичка делатност
- ловно-туристичка делатност
- пружање услуга у туризму
- уређење, одржавање и опремање јавног скијалишта и пружање услуга на скијалишту
- уређење, одржавање, опремање и пружање услуга у бањама, тематским парковима и јавним купалиштима
- инспекцијски надзор у области туризма